# Gail Brodsky
Gail Brodsky (Zaporižžja, 6 maggio 1991) è un'ex tennista statunitense.

## Carriera
Nel corso della sua carriera ha vinto 6 titoli di singolare e 2 di doppio nel circuito ITF. Nei tornei del Grande Slam ha ottenuto i suoi migliori risultati raggiungendo il primo turno nel singolare agli US Open nel 2008 e nel 2009.

## Statistiche ITF

### Singolare

#### Vittorie (6)
| Torneo $100.000 (0) |
| Torneo $80.000 (0)  |
| Torneo $75.000 (0)  |
| Torneo $60.000 (1)  |
| Torneo $50.000 (0)  |
| Torneo $25.000 (1)  |
| Torneo $15.000 (1)  |
| Torneo $10.000 (3)  |

| N. | Data            | Torneo                                                       | Superficie  | Avversaria        | Punteggio        |
| 1. | 3 ottobre 2010  | Porto Open, Porto                                            | Terra rossa | Karolina Nowak    | 7–5, 6–1         |
| 2. | 16 gennaio 2011 | Open de la ville de Gosier, Le Gosier                        | Cemento     | Sachia Vickery    | 6–3, 2–6, 6–2    |
| 3. | 18 luglio 2011  | Torneo International de Tenis Ciudad de La Coruña, La Coruña | Terra rossa | Aleksandra Panova | 6-3, 6-4         |
| 4. | 21 giugno 2015  | Freedom 55 Financial Victoria Women's ITF, Victoria          | Cemento (i) | Naomi Totka       | 3–6, 6–2, 7–6(3) |
| 5. | 24 giugno 2018  | Freedom 55 Financial Victoria Women's ITF, Victoria          | Cemento (i) | Maegan Manasse    | 3-6, 6-2, 6-3    |
| 6. | 29 luglio 2018  | Braidy Industries Women's Tennis Classic, Ashland            | Cemento     | Maegan Manasse    | 4–6, 6–1, 6–0    |

#### Sconfitte (3)
| Torneo $100.000 (0) |
| Torneo $80.000 (0)  |
| Torneo $75.000 (0)  |
| Torneo $60.000 (0)  |
| Torneo $50.000 (0)  |
| Torneo $25.000 (2)  |
| Torneo $15.000 (0)  |
| Torneo $10.000 (1)  |

| N. | Data            | Torneo                                      | Superficie  | Avversaria        | Punteggio     |
| 1. | 4 luglio 2010   | Thon Hotel Gausdal Future, Gausdal          | Cemento     | Victoria Larrière | 3–6, 4–6      |
| 2. | 15 gennaio 2012 | Ace Sports Group Tennis Classic, Innisbrook | Cemento     | Grace Min         | 6-2, 2-6, 4-6 |
| 3. | 22 gennaio 2012 | Plantation Open, Plantation                 | Terra verde | Lauren Davis      | 4-6, 1-6      |

### Doppio

#### Vittorie (2)
| Torneo $100.000 (0) |
| Torneo $80.000 (0)  |
| Torneo $75.000 (0)  |
| Torneo $60.000 (0)  |
| Torneo $50.000 (0)  |
| Torneo $25.000 (0)  |
| Torneo $15.000 (1)  |
| Torneo $10.000 (1)  |

| N. | Data           | Torneo                                                   | Superficie  | Compagna          | Avversarie in finale            | Punteggio        |
| 1. | 23 maggio 2010 | Koser Jewelers Pro Circuit Tennis Challenge, Landisville | Cemento     | Alexandra Mueller | Dianne Hollands Tiffany Welford | 4–6, 7–5, [10–2] |
| 2. | 23 giugno 2018 | Freedom 55 Financial Victoria Women's ITF, Victoria      | Cemento (i) | Brynn Boren       | Safiya Carrington Alana Smith   | 6-1, 6-2         |

#### Sconfitte (2)
| Torneo $100.000 (0) |
| Torneo $80.000 (0)  |
| Torneo $75.000 (0)  |
| Torneo $60.000 (0)  |
| Torneo $50.000 (0)  |
| Torneo $25.000 (1)  |
| Torneo $15.000 (0)  |
| Torneo $10.000 (1)  |

| N. | Data           | Torneo                            | Superficie  | Compagna        | Avversarie in finale              | Punteggio              |
| 1. | 2 ottobre 2010 | Porto Open, Porto                 | Terra rossa | Alexandra Riley | Ulrikke Eikeri Lena-Marie Hofmann | 6(4)-7, 7-6(5), [5-10] |
| 2. | 23 giugno 2019 | Denver Women's Challenger, Denver | Cemento     | Brynn Boren     | Vladica Babić Hayley Carter       | 2-6, 3-6               |

## Risultati in progressione
| Sigla | Risultato               |
| ----- | ----------------------- |
| V     | Vincitore               |
| F     | Finalista               |
| SF    | Semifinalista           |
| O     | Oro olimpico            |
| A     | Argento olimpico        |
| SF    | Bronzo olimpico         |
| QF    | Quarti di Finale        |
| 4T    | Quarto turno            |
| 3T    | Terzo turno             |
| 2T    | Secondo turno           |
| 1T    | Primo turno             |
| RR    | Round Robin             |
| LQ    | Turno di qualificazione |
| A     | Assente                 |
| ND    | Non disputato           |

| Legenda superfici    |
| -------------------- |
| Cemento              |
| Terra battuta        |
| Erba                 |
| Superficie variabile |

### Singolare nei tornei del Grande Slam
| Torneo          | 2008 | 2009 | 2010 | 2011 | 2012 | 2013 | 2014 |
| --------------- | ---- | ---- | ---- | ---- | ---- | ---- | ---- |
| Australian Open | A    | A    | A    | A    | A    | A    | A    |
| Open di Francia | A    | A    | A    | A    | A    | A    | A    |
| Wimbledon       | A    | A    | A    | A    | A    | A    | A    |
| US Open         | 1T   | 1T   | A    | A    | A    | A    | A    |

### Doppio nei tornei del Grande Slam
| Torneo          | 2008 | 2009 | 2010 | 2011 | 2012 | 2013 | 2014 |
| --------------- | ---- | ---- | ---- | ---- | ---- | ---- | ---- |
| Australian Open | A    | A    | A    | A    | A    | A    | A    |
| Open di Francia | A    | A    | A    | A    | A    | A    | A    |
| Wimbledon       | A    | A    | A    | A    | A    | A    | A    |
| US Open         | 1T   | A    | A    | A    | A    | A    | A    |

### Doppio misto nei tornei del Grande Slam
Nessuna partecipazione